# Langues awin-pa
Les langues awin-pa (ou langues awin-pare) sont une famille de langues papoues parlées en Papouasie-Nouvelle-Guinée, dans la province ouest.

## Classification
Les langues awin-pa font partie des familles possiblement rattachées, selon Malcolm Ross, à la famille hypothétique des langues de Trans-Nouvelle Guinée.

## Liste des langues
Les langues awin-pa sont au nombre de deux :
- Aekyom
- pare